# Черненцин-Глувны
Черне́нцин-Глу́вны (пол. Czernięcin Główny — «Черненцин-Главный») — деревня в Билгорайском повете Люблинского воеводства Польши. Входит в состав гмины Туробин. Находится примерно в 30 км к северу от центра города Билгорай. По данным переписи 2011 года, в деревне проживало 610 человек.

## История
В деревне имелась церковь, принадлежавшая к Туробинскому приходу, основанная в 1326 году. До 1530 года — приходская церковь. Новое здание церкви было построено в 1857 году.
В XVI веке принадлежала к Туробинской волости графов Гурок, от которых в 1595 году перешла к великому гетману Яну Замойскому. Последний передал её, вместе с Дзятковой-Волей (Журавями) и несуществующий сегодня деревней Пстронгова-Воля, своему преданному помощнику, поэту Шимону Шимоновичу, в начале XVII столетия, который находился здесь часто и здесь он умер в 1629 году.
В 1827 году здесь было 67 домов и 467 жителей.
В 1975—1998 годах деревня входила в состав Замойского воеводства.

## Население
Демографическая структура по состоянию на 31 марта 2011 года:
|         | Всего | До трудоспособного возраста | Трудоспособного возраста | Старше трудоспособного возраста |
| ------- | ----- | --------------------------- | ------------------------ | ------------------------------- |
| Мужчины | 291   | 53                          | 189                      | 49                              |
| Женщины | 319   | 54                          | 153                      | 112                             |
| Всего   | 610   | 107                         | 342                      | 161                             |